# Forès
Forès ist eine Gemeinde (Municipio) mit 40 Einwohnern (Stand: 2024) im Südosten Kataloniens in Spanien. Die Gemeinde gehört zur Comarca Conca de Barberà. 

## Lage
Forès liegt 38 Kilometer nördlich von Tarragona in einer durchschnittlichen Höhe von ca. 865 m. 

## Bevölkerungsentwicklung
| Jahr      | 1970 | 1981 | 1991 | 2001 | 2011 | 2021 |
| Einwohner | 86   | 71   | 60   | 66   | 59   | 48   |

## Sehenswürdigkeiten

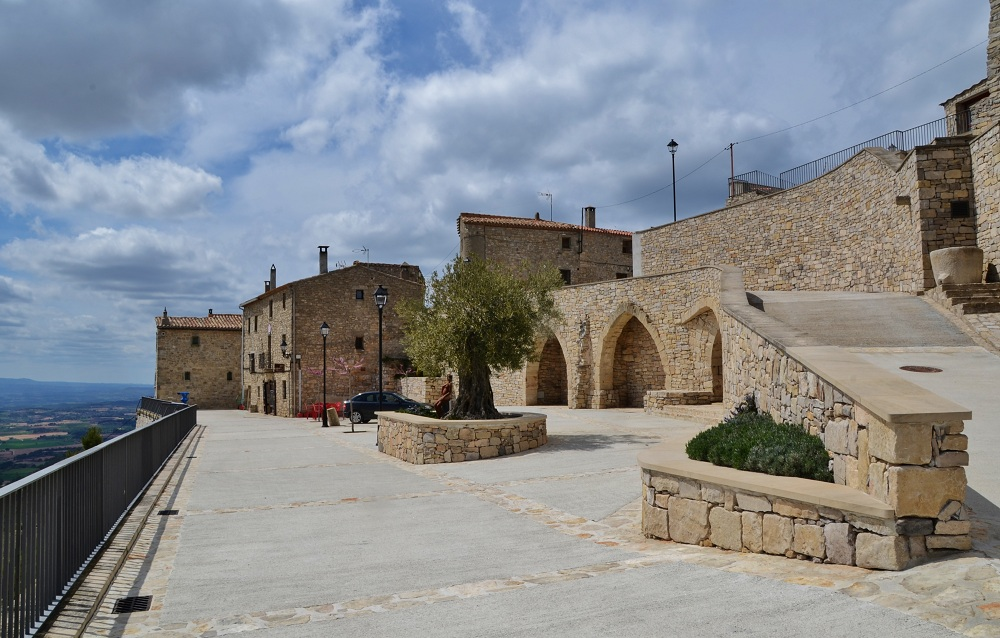
Burganlage von Forès
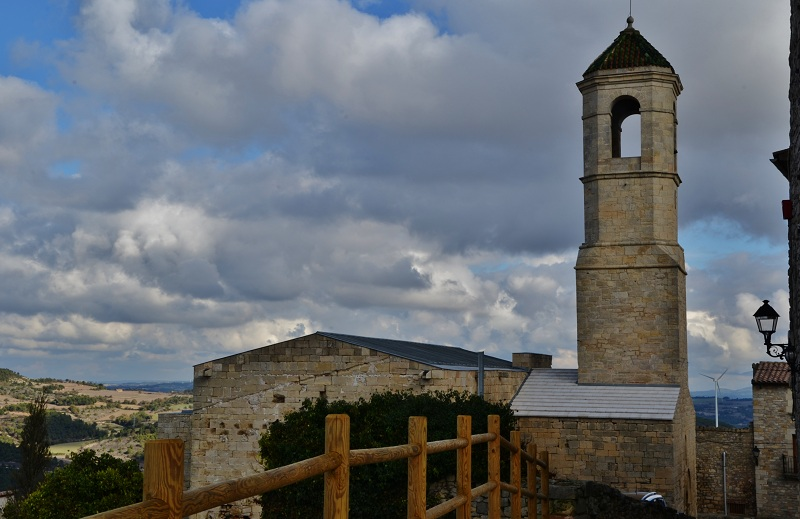
Marienkirche

- Burganlage von Forès
- Michaeliskirche